# One One One
One One One ist das sechste Studioalbum der norwegischen Band Shining und wurde 2013 veröffentlicht.

## Hintergründe
Die norwegische Band Shining begann 1999 als akustisches Jazz-Quartett, wendete sich aber mit der Zeit, wie auch schon bei dem Vorgängeralbum Blackjazz, zunehmend einem experimentellen und extremeren Sound zu. Es enthält Elemente von Black Metal, Progressive Rock ebenso, wie Reminiszenzen an die Klassische Musik des 19. und 20. Jahrhunderts und den Jazz. Der Gesangsstil basiert stilistisch überwiegend auf Shouting.
Das Album wurde von a-ha, dem Norwegischen Kulturrat und dem Fonds für Ton, Bild und Texte mitfinanziert. Es wurde auf dem Indie Recordings Label im Vertrieb der Universal Music Group sowohl als CD als auch Vinyl-LP veröffentlicht und erreichte Platz 15 der Norwegischen Albumcharts. Alle Titel des Albums wurden von Jørgen Munkeby komponiert und arrangiert.

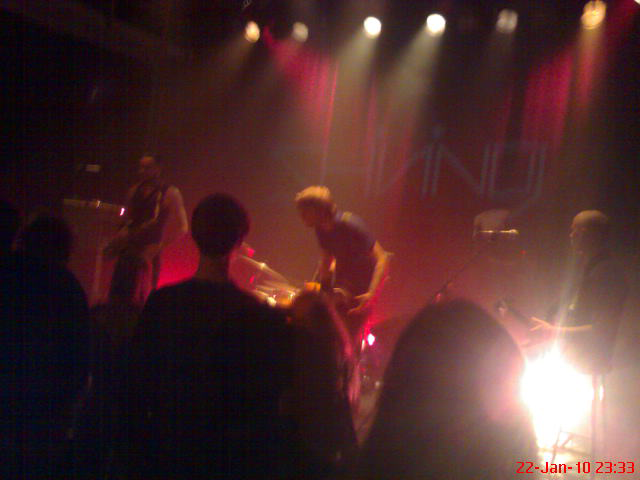
Shining Live (2010)

## Titelliste

### CD-Version
1. „I Won’t Forget“ (3:51)
2. „The One Inside“ (4:04)
3. „My Dying Drive“ (4:06)
4. „Off the Hook“ (3:37)
5. „Blackjazz Rebels“ (3:38)
6. „How Your Story Ends“ (4:39)
7. „The Hurting Game“ (4:09)
8. „Walk Away“ (3:38)
9. „Paint the Sky Black“ (4:19)[1]

### LP-Version
- Seite A:

1. „I Won’t Forget“ (3:51)
2. „The One Inside“ (4:04)
3. „My Dying Drive“ (4:06)
4. „Off the Hook“ (3:37)

- Seite B:

1. „Blackjazz Rebels“ (3:38)
2. „How Your Story Ends“ (4:39)
3. „The Hurting Game“ (4:09)
4. „Walk Away“ (3:38)
5. „Paint the Sky Black“ (4:19)